# Kenneth Woolmer
 (août 2021).
Pour les articles homonymes, voir Woolmer.
Kenneth John Woolmer, baron Woolmer de Leeds (né le 25 avril 1940) est un professeur d'université et homme politique britannique. Entré en politique par le biais du gouvernement local du Yorkshire de l'Ouest, Woolmer est élu député travailliste de 1979 à 1983. Il est ensuite membre de la Chambre des lords.

## Début de carrière
Woolmer est le fils de Joseph Woolmer et fait ses études à la Kettering Grammar School, puis à l'Université de Leeds où il obtient un baccalauréat ès arts en économie ; après avoir obtenu son diplôme, il devient professeur d'université à Leeds. Sa carrière politique commence en 1970 lorsqu'il est candidat du Parti travailliste au conseil municipal de Leeds, dont il est chef adjoint à partir de 1972. En 1973, Woolmer est élu au nouveau conseil municipal de Leeds et au conseil du comté de West Yorkshire qui est créé dans le cadre de la réorganisation du gouvernement local. Lors de la conférence du parti travailliste de 1970, Woolmer (en tant que délégué du parti travailliste de la circonscription de Leeds Nord-Ouest) appuie une motion appelant à l'abolition de toute médecine privée. Cette année-là, il se présente à Leeds North West aux élections générales, arrivant deuxième.
En tant que chef adjoint et président du comité de planification et de transport du conseil du comté de West Yorkshire, Woolmer annonce en juillet 1974 le début d'une campagne pour le développement industriel et commercial. En 1976, il appelle le gouvernement à soutenir les industries électroniques qui s'installent dans le West Yorkshire, après qu'une usine de Rank Radio ait licencié 200 travailleurs. Woolmer est président du comité de planification et de transport de l'Association des autorités métropolitaines de 1974 à 1977, et devient plus tard chef du conseil du comté de West Yorkshire.

## Carrière parlementaire
À la fin de l'été 1976, Woolmer est sélectionné comme candidat du parti travailliste pour Batley et Morley  et est élu avec une majorité de 5 352 voix . Au Parlement, Woolmer se spécialise dans les questions touchant l'économie et l'industrie. Il devient membre du comité restreint du Trésor et de la fonction publique lors de sa création et préside le comité des finances et de l'économie du Parti travailliste parlementaire en 1980-1981.
En réponse à la récession du début des années 1980, Woolmer presse le gouvernement d'utiliser le produit du pétrole de la mer du Nord pour développer l'industrie manufacturière et il défie Margaret Thatcher d'accepter que ses politiques provoquent un fossé entre le nord industriel et le sud prospère . Il qualifie le budget de 1981 de « sauvagement déflationniste », affirmant qu'il « accumulerait l'agonie sur les blessures ». Woolmer soutient également la cause de la rémunération des fonctionnaires, exhortant le gouvernement à porter l'affaire en arbitrage .
Après une conférence spéciale du Parti travailliste approuve un collège électoral pour les futures élections du chef du parti, Woolmer signe une déclaration déplorant le résultat. Il se porte volontaire comme secrétaire de Solidarité, un groupe qui fait campagne contre l'extrême gauche au sein du Parti travailliste et pour arrêter de nouvelles défections au Parti social-démocrate. Le chef de l'opposition Michael Foot nomme Woolmer porte-parole junior sur le commerce, les prix et la protection des consommateurs à partir de novembre 1981 . Woolmer rejoint un groupe de pression appelé "Forward Labour" qui est créé en 1982 appelant à la publication des preuves de l'infiltration de la tendance militante du Parti travailliste, en vue d'expulser leurs membres.
Dans son poste de premier plan, Woolmer presse le gouvernement de ne pas autoriser British Airways (alors propriété de l'État) à vendre des filiales rentables, ce qu'il croyait être un prélude à sa privatisation.
Lorsque Woolmer se présente aux élections générales de 1983, sa circonscription est redécoupée et Woolmer se présente pour le nouveau siège de Batley et Spen qui est moins favorable pour le Parti travailliste. Après un combat serré, Woolmer perd le siège par 870 voix au profit de la conservatrice Elizabeth Peacock. Sa défaite est qualifiée d'"inattendue" par Gerald Kaufman, qui l'a particulièrement regretté car Woolmer "avait développé une expertise impressionnante en politique commerciale".
Woolmer devient le directeur de Halton Gill Associates, consultants en gouvernement central et local. En 1985, Woolmer est resélectionné pour tenter de récupérer Batley et Spen sur les conservateurs. Aux élections générales de 1987, il est de nouveau battu alors que les conservateurs augmentent légèrement leur majorité.

## Carrière professionnelle
En 1991, Woolmer devient directeur des programmes MBA de l'université de Leeds ; il est également directeur du Leeds United FC de 1991 à 1996. Il est brièvement doyen des relations extérieures de l'université en 1997 avant de devenir doyen de la School of Business and Economic Studies. Il supervise la création d'une école de commerce distincte à l'Université de Leeds avant de partir en 2000. Il est associé d'Anderson McGraw en 2001 et administrateur non exécutif de Thornfield Developments Ltd de 1999 à 2002. Woolmer est créé pair à vie en tant que baron Woolmer de Leeds, de Leeds dans le Yorkshire de l'Ouest le 3 août 1999. Il siège à la Chambre des Lords jusqu'à sa retraite le 26 mai 2020.